# 門間雄司
門間 雄司（かどま たけし、1971年5月15日 - ）は、日本の政治家、社会保険労務士。兵庫県豊岡市長（1期）。元豊岡市議会議員（3期）、元兵庫県議会議員（3期）。

## 来歴
豊岡市立豊岡小学校、豊岡市立豊岡南中学校、兵庫県立豊岡高等学校、広島大学理学部卒業。1996年3月、広島大学大学院理学研究科修了。1996年4月、日本工営株式会社入社。2002年3月、但馬信用金庫入社。2005年9月、門間雄司社会保険労務士事務所開業。2005年11月～2016年5月、豊岡市議会議員。副議長を務める。2016年6月～2025年3月、兵庫県議会議員（自由民主党）。党内では県議会政務調査会長を務めた。2024年12月、2025年4月に任期満了を迎える豊岡市長選挙に立候補することを表明した。2025年4月、再選を目指した現職の関貫久仁郎らを破って初当選した。同年5月、豊岡市長に正式に就任した。